# Randall Kenan
Randall Kenan (* 12. März 1963 in Brooklyn, New York City; † 28. August 2020 in Hillsborough, North Carolina) war ein US-amerikanischer Schriftsteller, Anglist und Hochschullehrer.

## Leben
Im Alter von sechs Wochen kam Kenan nach Duplin County, North Carolina, wo er in einer kleinen ländlichen Gemeinde mit seinen Großeltern im Ort Wallace seine Kindheit verbrachte. Kenan studierte von 1981 bis 1985 an der University of North Carolina at Chapel Hill Anglistik und Kreatives Schreiben. Nach seinem Studium arbeitete er zunächst in New York City beim Verlag Random House und danach beim Verlag Alfred A. Knopf. Die Erfahrung beim Verlag Knopf half Kenan bei der Fertigstellung seines ersten veröffentlichten Romans Eine Visitation der Geister im Jahre 1989. Nach der Veröffentlichung des Romans begann Kenan in Teilzeit an drei Universitäten zu unterrichten. Er unterrichtete jeweils einmal pro Woche am Sarah Lawrence College, der Columbia University und dem Vassar College, was ihm genügend Zeit gab, an seinem eigenen Schreiben zu arbeiten. In späteren Jahren war Kenan als Vollzeitprofessor für Englisch an der Universität von North Carolina, Chapel Hill.
Er war auch als Gastautor oder als Writer in Residence an einer Reihe anderer Universitäten tätig, darunter an der University of Mississippi, der University of Memphis, der Duke University und der University of Nebraska-Lincoln.
Der Schwerpunkt vieler seiner Werke als Autor liegt auf dem, was es bedeutet, im Süden der Vereinigten Staaten als Afroamerikaner und schwuler Mann zu leben. Zu Kenans bemerkenswertesten Werken gehört die Sammlung von Kurzgeschichten Let the Dead Bury Their Dead, die 1992 mit dem New York Times Notable Book ausgezeichnet wurde.  Kenan erhielt ein Guggenheim-Stipendium, einen Whiting Award und den John Dos Passos-Preis.

## Werke (Auswahl)
- A Visitation of Spirits, Grove Press, 1989; Vintage, 2000 (ISBN 0-375-70397-7), Kenans erster Roman
  - dt.: Der Einfall der Geister. Aus dem amerikanischen Englisch von Eva Bonné und Aminata Cissé. Suhrkamp, Berlin 2022, ISBN 978-3-518-43081-1.[4]
- Let the Dead Bury Their Dead, Harcourt, Brace, 1992 (ISBN 0-15-650515-0), Sammlung von Kurzgeschichten
- James Baldwin: American Writer (Lives of Notable Gay Men & Lesbians), Chelsea House Publications, 1993, 2005 (ISBN 0-7910-8389-6), Biografie
- A Time Not Here: The Mississippi Delta, Twin Palms Publishers, 1997 (ISBN 0-944092-43-8), Text von Kenan für diese Sammlung von Fotografien von Norman Mauskoff
- Walking on Water: Black American Lives at the Turn of the Twenty-First Century, Alfred A. Knopf, 1999; Vintage, 2000 (ISBN 0-679-73788-X), Nominiert für den Southern Book Award
- The Fire This Time, Melville House Publishing, 2007 (ISBN 978-1933633244)
- If I Had Two Wings, W. W. Norton & Company, 2020 (ISBN 978-1-324-00546-9), gelistet für den National Book Award
- Black Folk Could Fly. W. W. Norton & Company, New York 2022, ISBN 978-0-393-88216-2.

## Auszeichnungen und Preise (Auswahl)
- 1993: Lambda Literary Award (Gay men’s fiction) für Let the Dead Bury Their Dead